# Saison 21 d'Alerte Cobra
Chronologie
Saison 20 Saison 22
Cet article présente le guide des épisodes la vingt et unième saison de la série télévisée Alerte Cobra.

## Distribution

### Acteurs principaux
- Erdoğan Atalay : Sami Gerçan (inspecteur)
- René Steinke : Tom Kranich (inspecteur)
- Gedeon Burkhard : Chris Ritter (inspecteur)

### Acteurs récurrents
- Charlotte Schwab : Anna Angalbert (chef de service)
- Martina Hill : Petra Schubert (secrétaire)
- Daniela Wutte : Susanne König (secrétaire)
- Dietmar Huhn : Henri Granberger (brigadier)
- Gottfried Vollmer : Boris Bonrath (brigadier)
- Siggi H : Siggi Müller (brigadier)
- Niels Kurvin : Armand Freund (police scientifique)
- Kerstin Thielemann : Isolde Maria Schrankmann (procureure générale)
- Carina Wiese : Andréa Gerçan (femme de Sami)

## Diffusion
En Allemagne, la saison a été diffusée du 22 mars 2007 au 10 mai 2007, sur RTL Television.
En France, la saison a été diffusée du 29 octobre 2008 au 1er avril 2009 sur TMC. À noter que TMC diffusait aléatoirement les épisodes.

## Épisodes

### Épisode 1:Tourner la page
- Allemagne : 22 mars 2007 sur RTL Television
- France : 1er avril 2009 sur TMC

Tom et Sami enquêtent sur Roman Gehlen, un trafiquant d'êtres humains ayant réussi à échapper à la police lors d'un contrôle routier. En essayant de protéger un témoin important, Tom tombe dans une embuscade et se fait tirer dessus. Sami se presse d’arriver pour l’aider, mais il est trop tard : Tom, mortellement touché, succombe dans les bras de son ami. Dès lors, Sami se promet de retrouver le responsable de la mort de son partenaire.

### Épisode 2:Les meilleures intentions
- Allemagne : 29 mars 2007 sur RTL Television
- France : 29 octobre 2008 sur TMC

### Épisode 3:Retour vers le passé
- Allemagne : 5 avril 2007 sur RTL Television
- France : 5 novembre 2008 sur TMC

### Épisode 4:Sans foi ni loi
- Allemagne : 12 avril 2007 sur RTL Television
- France : 12 novembre 2008 sur TMC

### Épisode 5:Trouble fête
- Allemagne : 19 avril 2007 sur RTL Television
- France : 19 novembre 2008 sur TMC

### Épisode 6:Mort sur ordonnance
- Allemagne : 26 avril 2007 sur RTL Television
- France : 26 novembre 2008 sur TMC

### Épisode 7:Fuites en série
- Allemagne : 3 mai 2007 sur RTL Television
- France : 3 décembre 2008 sur TMC

### Épisode 8:Petits crimes entre amis
- Allemagne : 10 mai 2007 sur RTL Television
- France : 10 décembre 2008 sur TMC